# Radio Weekend
Radio Weekend var en radiostation, der sendte på 103.9 Mhz, fra senderen på Jægersborg Vandtårn i weekenden. 
Radiostationen blev dannet af Torben Plank Henriksen og Kim Håkonsson. 
De to iværksættere havde dannet foreningen: Foreningen for fri radiokommunikation i Gentofte. Og med fokus på sport, kultur og nyheder søgte de Gentofte Kommune om sendetilladelse.
Foreningen de bestod af tre personer. De begyndte herefter at samle penge ind via forhåndsaftaler med regionale såvel lokale handlende. De fik også et bidrag fra Tuborgfonden på 25.000 kr og økonomisk støtte fra Gentofte Handelsstandsforening og Håndværkerforeningen.
Resten af økonomien blev fundet af de to iværksættere.
Stationen sendte først fra The Voice studierne med hjælp fra Otto Reedtz Thott i 1989.
Senere blev der lavet en aftale med en direktør på Travbanen i Charlottenlund. Han tilbød radioen nogle lokaler, der skulle sættes i stand. Det betød at radioen flyttede ud af byen. Det betød også en uafhængighed fra The Voice.
De interimistiske studier var lokaliseret under den gamle tribune på Charlottenlund Travbane. Radio Weekend blev i 1991 solgt til Radio Uptown. 
Radio Weekend sendte fra torsdag til søndag midnat. De delte bånd med The Voice og Radio Uptown.
Radioen toppede med mere end 30.000 lyttere inden den blev fusioneret med den daværende Radio Uptown, som var ejet af Egmont.
Flere af radioens medarbejdere blev senere ansat på Radio Uptown, The Voice, HSR samt Danmarks Radio. Senere hen dukkede flere af medarbejderne op som ansatte på TV2 og Tivoli i København.

## Værter
- Henrik Wacher
- Jesper Jørgensen
- Klaus Hansen
- Lars Hall
- Lars Hartvig
- Patrick Bay Damsted (1989-1991)
- Henrik Dresler
- Signe Røpke
- Kasper Krüger